# Jaïr Karam
Jaïr Karam (nacido en Guayana Francesa) es un ex futbolista y entrenador de fútbol francoguayanés. Desde el 15 de noviembre de 2013, es entrenador de la Selección de fútbol de Guayana Francesa.

## Selección nacional
Como futbolista, fue seleccionado nacional con la Selección de fútbol de Guayana Francesa entre 2004 y 2005.

## Carrera como entrenador
El 15 de noviembre de 2013 fue nombrado director técnico de la Selección de fútbol de la Guayana Francesa. Dirigió su primer partido internacional el 17 de abril de 2014, en la derrota 3-2 frente a la Selección de fútbol de Guadalupe.

## Clubes
| Club               | País             | Año             |
| ------------------ | ---------------- | --------------- |
| Selección nacional | Guayana Francesa | 2013 - presente |